# Archie Stark
Archibald McPherson Stark (Glasgow, 21 dicembre 1897 – Kearny, 27 maggio 1985) è stato un calciatore statunitense, di ruolo attaccante.

## Carriera
Nella stagione 1924-1925 con la maglia del Bethlehem Steel F.C. segna 67 reti nel massimo campionato (record assoluto rimasto tuttora imbattuto) e 70 reti in ogni competizione, realizzando il record mondiale di gol fatti in una singola stagione (in seguito superato da Josef Bican nel 1943-44 e Lionel Messi nel 2011-12).
Nel 1950 è stato inserito nella National Soccer Hall of Fame.